# Karate (canción)
«Karate» es el segundo sencillo grabado por la banda de heavy metal japonés Babymetal de su segundo álbum Metal Resistance. Fue lanzada el 25 de febrero de 2016 como una descarga digital.
También fue el tema oficial del evento histórico de la empresa deportiva WWE: NXT TakeOver: The End.

## Antecedentes
"Karate" fue lanzado por primera vez como sencillo digital el 25 de febrero de 2016. Al mismo tiempo, la canción estaba disponible como una descarga instantánea a pre-ordenar el álbum. La canción también fue incluido en un sumario para el álbum de Metal Resistance y su video musical, que fue subido a YouTube. El mismo día Moametal expresó que "Karate" es su canción favorita, explicando cómo "karate tiene una cortesía:" Comience con un arco y terminar con un arco. "Esto es algo que valor importante en nuestras vidas, porque nunca nos olvidemos de cortesía y un sentimiento de agradecimiento donde quiera que vayamos."

## Recepción
"Karate" recibió críticas generalmente positivas de los críticos de música. Lars Gotrich de NPR Music describió la canción como "pegadiza y grandioso", alabando la interpretación vocal de Su-metal, comparándola con la vocalista de Evanescence, Amy Lee. Jon Hadusek de Consequence of Sound llama la canción, así como "De Abierto hasta el amanecer "pistas esenciales del álbum. Al revisar Metal Resistance, Jordan Bassett de NME alabó la canción, y lo describió como" rápido y furioso hasta jangling, guitarra arpegiada altera el ritmo." Hartmann alabó de la canción estribillo, que calificó de "una de las piezas más pegadizos que ha creado hasta la fecha.
La canción alcanzó el número dos en el Billboard Songs mundo digital en el tema del 19 de marzo de 2016, de pasar seis semanas en la lista.

## Vídeo musical
Es dirigida por Daisuke Ninomiya, el vídeo musical de "Karate" fue lanzado el 17 de marzo de 2016. Lars Gotrich de NPR Music describe el vídeo: "Con el respaldo de una banda ahora revestido de engranaje del guerrero púrpura y negro profundo, las batallas trío con maestros de artes marciales y fantasmas en ropas blancas y la cara tachonado cubiertas. Después de ser golpeado brevemente abajo, las tres jóvenes se levantan juntos y parpadean los cuernos del diablo y tirar de ellos a sus corazones. es un momento tan delicado, entregado con la siempre presente guiño." Yuimetal explicó que la coreografía se muestra en el vídeo se inspiró en los movimientos de artes marciales visto en el karate, mientras su-metálica describe las figuras blancas en el vídeo como la representación de lo que fueron, expresando el deseo de romper las barreras luchando a sí mismos para seguir adelante. Mientras trabajaba en la coreografía de la canción, los miembros de la banda observaron una variedad de videos con el karate, tales como Karate Kid, la adaptación de algunos de los movimientos en su danza.
Gotrich alabó el vídeo musical, afirmando: "¿Dónde últimos videos musicales han tocado hasta la supuesta estupidez de tres chicas japonesas que destellan los cuernos del diablo y haciendo coordinados movimientos de baile para riffs pesados, las imágenes marcadas y elegantes para "Karate" reflejan un tono más dramático." 

## Descarga digital
Todas las canciones escritas y compuestas por Babymetal. 
| N.º | Título   | Duración |  |
| 1.  | «Karate» | 4:23     |  |

## Posicionamiento en lista
| Lista (2016)                  | Posición |
| ----------------------------- | -------- |
| Billboard World Digital Songs | 2        |